# Мамедов, Гусейн Таги оглы
Гусейн Таги оглы Мамедов (азерб. Hüseyn Tağı oğlu Məmmədov; 11 января 1910, Елизаветполь — ?) — советский азербайджанский железнодорожник, Герой Социалистического Труда (1959).

## Биография
Родился 11 января 1910 года в городе Елизаветполь Елизаветпольской губернии (ныне город Гянджа в Азербайджане).
Начал трудовую деятельность в 1929 году. С 1934 года — дорожный мастер Кировабадской дистанции пути Азербайджанской железной дороги.
Указом Президиума Верховного Совета СССР от 1 августа 1959 года за выдающиеся успехи, достигнутые в деле развития железнодорожного транспорта Мамедову Гусейн Таги оглы присвоено звание Героя Социалистического Труда с вручением ордена Ленина и золотой медали «Серп и Молот».
Активно участвовал в общественной жизни Азербайджана. Член КПСС с 1940 года.